# Batalla de Tecroghan
 La batalla de Tecroghan tuvo lugar cerca de Trim, en el oeste de Leinster, Irlanda en junio de 1650. En ella se enfrentaron los ejércitos de la Irlanda Confederada y el Parlamento inglés durante las Guerras de los Tres Reinos. Una fuerza inglesa mandada por Hewson y Reynolds había rodeado el formidable castillo de Tecroghan. El castillo estaba defendido por una fuerza dirigida por Sir Robert Talbot y Lady Fitzgerald y disponía de numerosos cañones. Clanricarde y Castlehaven consideraban que sería estratégicamente importante combinar sus fuerzas y aliviar a los ocupantes del Castillo.
La batalla fue inusual ya que un ejército irlandés consiguió una pequeña batalla sobre fuerzas del New Model Army, pese a que las consecuencias de esta victoria fueron insignificantes a largo plazo.

## Contexto
En el verano de 1650, las cosas pintaban mal para los irlandeses. Muchas ciudades del sur y el este estaban bajo control Parlamentarista. Una plaga, que había aparecido por vez primera en Galway a finales de 1649, estaba aún haciendo estragos en muchas partes del país. Los irlandeses controlaban aún las ciudades de Waterford, Galway y Limerick, así como toda la provincia de Connaught. Una fuerza veterana de varios millares de soldados del Úlster estaba aún operativa, pero los ingleses comenzaban a amenazar el centro de Irlanda. Ormonde y Clanricarde se dieron cuenta de que era necesario trabajar juntos si querían parar el avance inglés.
El castillo de Tecroghan estaba localizado en una isla de bog isla siete millas al oeste de Trim. El terreno circundante era bastante desolado, pero estaba solo a unas pocas millas de la ruta principal que unía Dublín y Athlone, lo que le dotaba de una importancia estratégica considerable. Las fuerzas inglesas aparecieron ante el Castillo en mayo, pero poco después Hewson envió algunas compañías a perseguir a los guerrilleros conocidos como tories. Esto debilitó la fuerza de asedio. Clanricarde y Castlehaven se dieron cuenta de que si unían sus fuerzas podrían socorrer a los ocupantes de la fortaleza.

## La batalla
El 18 de junio Clanricarde y Castlehaven encabezaron una fuerza de varios miles de hombres hasta Tyrellspass, al oeste de Tecroghan. La observación reveló que el castillo estaba rodeado por 1,400 Infantes ingleses y 1,200 jinetes; la mayoría de ellos atrincherados detrás de crudas fortificaciones. La Caballería inglesa era un gran peligro para los irlandeses, que eran en su mayoría infantería, pero gran parte del terreno alrededor de Tecroghan era pantanoso, lo que dificultaba los movimientos de la caballería. Un consejo de guerra decidió que había que intentar aliviar la situación del castillo. Cada soldado recibió un paquete con pólvora y alimentos para entregar  a los sitiados, además de tener que llevar sus armas. Poco antes de la batalla, Clanricarde se retiró debido a sus problemas de salud, quedando Castlehaven al frente de las fuerzas combinadas de ambos.
El 19 de junio la columna irlandesa se adentró en el pantano. A solo cuatro millas del castillo se encontraron con  corrieron a los 2,600 soldados ingleses desplegados en formación de batalla. Tras situarse, Castlehaven ordenó a una pequeña fuerza de caballería distraer al enemigo; inmediatamente después la infantería irlandesa atacó, el ala izquierda irlandesa (bajo el coronel Burke) atacando el flanco derecho inglés. Poco después de la caída de la noche, los hombres de Burke rompieron las filas enemigas. En el flanco derecho irlandés, sin embargo, las cosas no discurrían del mismo modo; un súbito contraataque inglés empujó a los irlandeses hacia los bosques y el pantano. Castlehaven intentó evitar que cundiera el pánico tomando el control del centro del ejército irlandés, pero fracasó y los irlandeses comenzaron a retirarse. No obstante, unos pocos cientos de soldados consiguieron alcanzar el castillo con suministros. En su avance, destruyeron parte de las obras inglesas y capturaron un cañón. Durante los días siguientes, la guarnición reforzada realizó salidas, matando a algunos soldados ingleses.

## Consecuencias
Aunque las fuerzas irlandesas fueron rechazadas, la batalla de Tecroghan puede ser considerada una pequeña victoria, ya que consiguieron su objetivo con pérdidas mínimas: Dr. Henry Jones, un observador inglés en Irlanda en el tiempo, registra en sus notas que solo ocho soldados irlandeses murieron en la batalla. Las fuerzas inglesas, sin embargo, recibieron refuerzos y Castlehaven y Clanricarde constataron en torno al 23 de junio que la situación del castillo era desesperada. El 25 de junio Sir Robert Talbot y Lady Fitzgerald rindieran el castillo. Los términos fueron suaves, permitiendo a la guarnición abandonar el castillo con sus armas y servir en otro lugar en Irlanda.
Solo unos pocos días después de la batalla el veterano ejército del Úlster fue destruido en la batalla de Scarrifholis, borrando todas las esperanzas de resistir la conquista inglesa.